# 蒋佩琪
蒋佩琪（英語：Peggy Tsiang Cherng，1947年—），生於英屬緬甸，美国华人企业家。

## 生平
1947年出生于英属缅甸的一个华人家庭，成长于英屬香港，1966年毕业于金文泰中学，后前往美国留学，贝克大学遇见丈夫程正昌，后转校1970年毕业于俄勒冈州立大学，1971年拿到密苏里大学硕士学位，1974年拿到密苏里大学博士学位。毕业后结婚，与丈夫搬迁至洛杉矶居住，1975年至1977年任职于麦克唐纳-道格拉斯，1977年至1982年任职于3M公司，1982年起和丈夫一起打理家族企业熊猫餐饮集团。

## 慈善
2011年向波莫纳加州州立理工大学柯林斯酒店管理学院捐赠250万美元，2017年3月向加州理工学院捐赠3000万美元，该校生物医学工程学院宣布以其夫妻二人名字命名。次月又向母校密苏里大学捐赠150万美元。

## 家庭
1975年和程正昌结婚，育有三女，Andrea和Nicole负责家族企业，Michelle是一名学校教师。